# Wiesław Machowski
Wiesław Machowski (ur. 26 listopada 1921, zm. 23 września 2004 w Warszawie) – polski aktor.
W 1947 roku ukończył Miejską Szkołę Dramatyczną w Warszawie, natomiast rok później, w 1948 roku, uzyskał dyplom PWSA w Warszawie. Wiesław Machowski zadebiutował na scenie teatru 17 stycznia 1949 roku. Zmarł 23 września 2004 roku i został pochowany na cmentarzu katolickim w Płocku.

## Filmografia
- 1990: Jan Kiliński
- 1989: Gorzka miłość – Niemiec szukający Lecha w młynie
- 1989: W krainie czarnoksiężnika Oza – handlarz z Drewnianej Góry (głos)
- 1987: Misja specjalna
- 1984: Kim jest ten człowiek – członek NSDAP sprawdzający dokumenty Marii w pociągu
- 1983: Lata dwudzieste... lata trzydzieste... – właściciel
- 1980: Dom – lekarz w sanatorium przeciwgruźliczym w Otwocku (odc. 5)
- 1979: Skradziona kolekcja
- 1979: Prom do Szwecji
- 1978: Życie na gorąco (odc. 3)
- 1977: Polskie drogi –  lekarz leczący Leopolda Niwińskiego (odc. 9)

## Dubbing
- 2003: Dobry piesek – pan Leone
- 2001: Barbie w Dziadku do orzechów – dziadek Drosselmayer
- 2001: Mała Syrenka 2: Powrót do morza – Grimsby
- 2000: Opowieści Starego Testamentu –
  - Jakub,
  - Samuel
- 2000–2001: Przygody Misia Paddingtona
- 1999: Asterix i Obelix kontra Cezar
- 1999: Batman i Mr. Freeze: Subzero
- 1998: Miłość i wojna
- 1998: Nowe przygody Batmana i Supermana – Alfred Pennyworth
- 1998: Laboratorium Dextera –
  - policjant (odc. 14a),
  - Truteń kat (odc. 14c)
- 1998: Kocia ferajna (druga wersja dubbingowa) –
  - gubernator,
  - profesor Komberow (odc. 30)
- 1998: Flintstonowie (trzecia wersja dubbingowa) – Bill Samson
- 1998: Podróże z Aleksandrem i Emilią – doktor Arthur Evans (odc. 7)
- 1998: Mała Syrenka – Grimsby
- 1998–1999: M.A.S.K. –
  - pan McKena (odc. 23),
  - lekarz (odc. 26)
- 1998: Polowanie na mysz – prawnik
- 1997–1998: Spider-Man (pierwsza wersja dubbingowa) – Silvermane
- 1997: Strażnicy Dobrej Nowiny
- 1997: Kosmiczny mecz – pychoterapeuta
- 1997: Wiek niewinności – Sillerton Jackson
- 1996: Nowe przygody Madeline
- 1995–1998: Aladyn (pierwsza wersja dubbingowa) – Omar
- 1995–1996: Powrót do przyszłości
- 1994: Rupert – pan Ribons (odc. 65)
- 1994: Babar
- 1993: Piękna i Bestia (pierwsza wersja dubbingowa) – księgarz
- 1993: Tajna misja –  pan Fuller (odc. 1-2)
- 1992: Kacze opowieści –
  - Rufus Pinfeathers, burmistrz Kaczego Fortu (odc. 60),
  - Ludwing von Kaczylton (odc. 63),
  - prokurator na procesie Sknerusa (odc. 64)
- 1991: Chip i Dale: Brygada RR – archeolog Crocker (odc. 24)
- 1990–1993: Gumisie – król Gregor
- 1990: Historie biblijne (pierwsza wersja dubbingowa)
- 1989: Dwunastu gniewnych ludzi – Ławnik nr 10 (niektóre kwestie, uzupełniane w roku 1989)
- 1989: Tylko Manhattan – lekarz
- 1988–1990: Kot Tip-Top (pierwsza wersja dubbingowa) – jeden z pasażerów statku Aloha Hooey (odc. 1)
- 1988: Piotr Wielki – generał Patrick Gordon
- 1983: Hotel Polanów i jego goście –
  - Chaim Menoches,
  - Stobe
- 1983: Arabela – król Hiacynt
- 1987–1989: Smerfy (pierwsza wersja dubbingowa) – Ojciec Czas (sezony I-III)
- 1980: Czyje to prawo? – Morvay
- 1980: Pszczółka Maja – dowódca mrówek (odc. 8)
- 1977: Strzały Robin Hooda – biskup Hereford
- 1972: Wódz Seminolów – Raynes
- 1964: Herbaciarnia „Pod Księżycem” – kapitan Fisby
- 1960: Wszystko o Ewie – Bill Samson